# Astheimer Dürringswasen
Die Astheimer Dürringswasen (umgangssprachlich auch Weißer Sand) sind ein Naturschutzgebiet auf der Gemarkung des Volkacher Ortsteils Astheim im unterfränkischen Landkreis Kitzingen.

## Lage
Das Naturschutzgebiet befindet sich im Südwesten der Astheimer Gemarkung und liegt südlich der Kreisstraße KT 31. Im Westen wird es von einem großen Baggersee begrenzt, südlich und östlich rahmen Felder das Schutzgebiet ein. Die Astheimer Straße Am Weißen Sand ist nach dem Schutzgebiet benannt.

## Beschreibung
Mit Beschluss vom 27. September 1977 wandelte man das ehemalige Naturdenkmal Astheimer Dürringswasen in ein Naturschutzgebiet um und es wurde im Jahr 1978 das erste Schutzgebiet im Landkreis Kitzingen. Es handelt sich um ein 2,5 Hektar großes Gebiet, das die Flur Nr. 661 umschloss. Im Laufe der Zeit wurde das Schutzgebiet Stück für Stück vergrößert. Eine Erweiterung fand im Jahr 2000 statt: Von 3,4 Hektar vergrößerte sich das Naturschutzgebiet auf 9,8 Hektar und verdreifachte sich damit nahezu. Heute umfasst das geschützte Areal eine Fläche von 11,3 Hektar.
Das Schutzgebiet ist Bestandteil des Netzwerkes Natura-2000 und somit ein Teil des Schutzgebietes Maintal zwischen Schweinfurt und Dettelbach mit der Nummer DE6027471. Außerdem ist das gesamte Areal als Vogelschutzgebiet und Flora-Fauna-Habitat ausgewiesen. Vom Bayerischen Staatsministerium für Umwelt und Verbraucherschutz erhielt das Gebiet die Nummer NSG-00574.01.
Zweck des Naturschutzgebietes ist die Erhaltung der europaweit gefährdeten Pflanzenart Silberscharte (Jurinea cyanoides). Außerdem ist das Areal ein Reliktstandort der Sandgrasheiden mit einigen seltenen Blütenpflanzen, Moosen, Pilzen und verschiedenen Flechtenarten.

## Flora und Fauna
Die nährstoffarmen Böden sind Biotope für wärmeliebende Pflanzen- und Tiergesellschaften. Neben der gefährdeten Silberscharte kommen in den Dürringswasen Berg-Steinkraut (Alyssum montanum ssp. gmelinii), Nordische Mannsschild (Androsace septentrionalis), Frühlingspark (Spergula vernalis), Ohrlöffel-Leimkraut (Silene otites), Sand-Sommerwurz (Orobanche arenaria) und Duvals Furchen-Schwingel (Festuca sulcata var. duvalii) vor.